# Tyrone Sally
Tyrone Sally (Chesterfield Court House, 25 gennaio 1982) è un ex cestista statunitense, professionista nella NBDL.